# Al buio insieme
Al buio insieme è un film del 1933 diretto da Gennaro Righelli girato negli studi Cines.
Il soggetto è desunto dall'omonima commedia di Alessandro De Stefani.

## Promozione
"Una comicità elegante è la principale caratteristica di questo film divertente dal principio alla fine".

## Critica
"Righelli conosce il mestiere. Tra i film della CINES, questo è senza dubbio dei più sopportabili, perché ha una virtù: di portarti sino in fondo senza sbadigli.".